# Australian Flying Corps

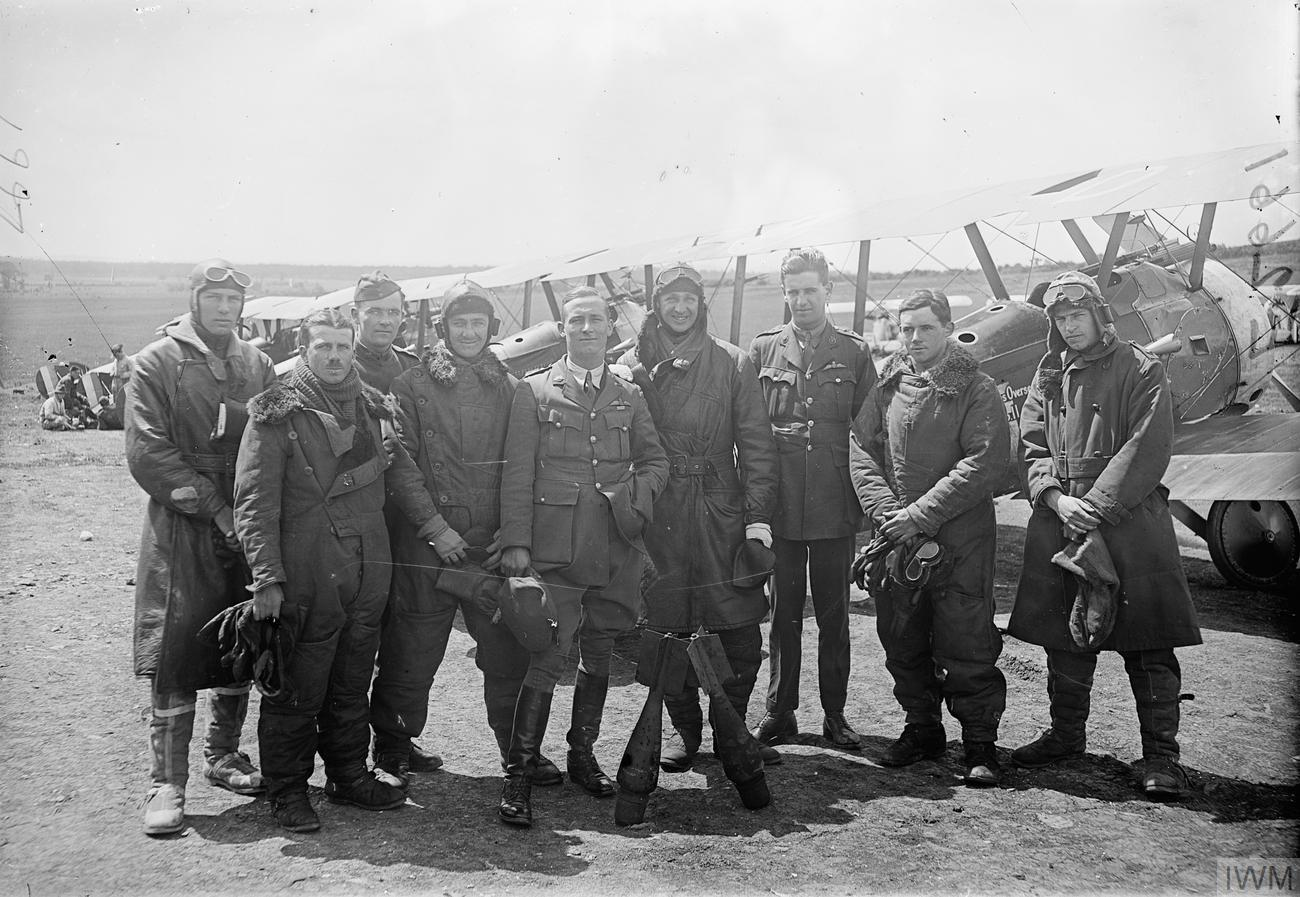
Membros do corpo aéreo australiano

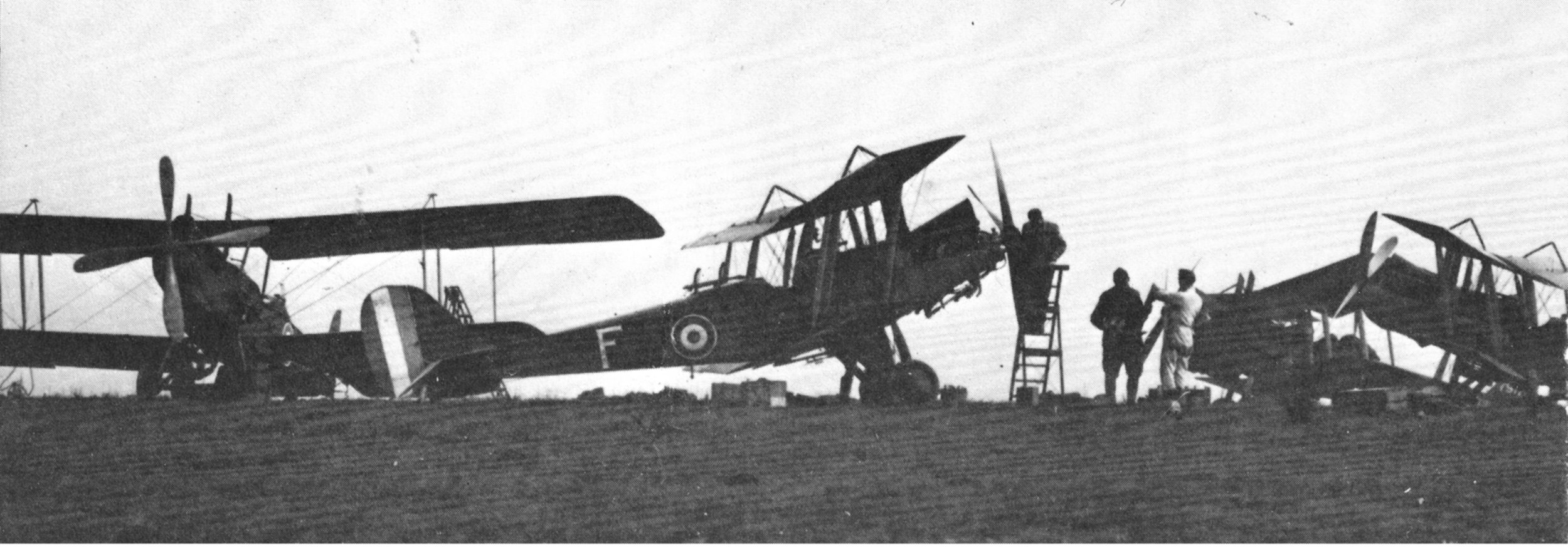
O 3.º Esquadrão do AFC

O Australian Flying Corps (AFC) foi a componente aérea do Exército Australiano responsável por operar aeronaves durante a Primeira Guerra Mundial, e foi o percursor da Real Força Aérea Australiana (RAAF). Estabelecido em 1912, só começou a operar aeronaves em 1914. Em 1921, esta força tornou-se independente do exército e passou a designar-se como RAAF.

## História
Foi o ramo do Exército australiano responsável pela operação de aeronaves durante a Primeira Guerra Mundial e o precursor da Real Força Aérea Australiana (RAAF). O AFC foi criado em 1912, embora só em 1914 tenha começado o treino de voo.
Em 1911, na Conferência Imperial realizada em Londres, foi decidido que a aviação deveria ser desenvolvida pelas várias forças armadas nacionais do Império Britânico. A Austrália tornou-se no primeiro membro do Império a seguir essa política. Durante 1912, pilotos e mecânicos foram nomeados, aeronaves foram encomendadas, o local de uma escola de aviação foi escolhido e o primeiro esquadrão foi oficialmente montado. A 7 de março de 1913, o governo anunciou oficialmente a formação da Escola de Voo Central (CFS) e um "Corpo Aéreo Australiano", embora esse nome nunca tenha sido amplamente utilizado.
Unidades AFC foram formadas para servir no exterior com a Força Imperial Australiana (AIF) durante a Primeira Guerra Mundial. Eles operaram inicialmente na Campanha da Mesopotâmia. O AFC mais tarde entrou em ação na Palestina e na França, e uma asa de treino foi estabelecida no Reino Unido. O corpo permaneceu parte do Exército Australiano até ser dissolvido em 1919, após o que foi temporariamente substituído pelo Australian Air Corps. Em 1921, essa formação foi restabelecida como RAAF independente.